# Partido Cívico Progressista
O Partido Cívico Progressista em Liechtenstein (em alemão: Fortschrittliche Bürgerpartei in Liechtenstein, FBP) é um partido político conservador monarquista de Liechtenstein. O FBP é um dos dois principais partidos políticos em Liechtenstein, junto com o União Patriótica. Fundado em 1918 junto com o extinto Partido Popular Social-Cristão, o FBP é o mais antigo partido existente em Liechtenstein.
Quanto a questões econômicas, o FBP é liberalista, mas também alega seguir a economia social de mercado. O partido afirma que suas políticas são baseadas em valores cristãos como solidariedade, respeito e justiça. Também defende uma forma dualista de governo, declarando apoiar tanto a monarquia quanto o povo como soberanos.
Apesar de conservador, ao longo da história o partido também foi favorável ao sufrágio feminino e contra a limitação de direitos como o direito ao matrimônio e à adoção por pares gays.

## História
O partido foi fundado em 1918 por cidadãos de classe média e membros da comunidade agrícola como uma resposta à formação do Partido Popular Social-Cristão. Além de estar relacionado ao meio comercial e rural, o partido também estava fortemente ligado ao clero. Ganhou a maioria dos eleitos nas eleições de 1918, mas o Partido Popular Social-Cristão formou um governo.
O Partido Popular Social-Cristão venceu as eleições em 1922, janeiro de 1926 e abril de 1926, mas o FBP venceu as eleições de 1928 e tornou-se o partido do governo até 1938, com Josef Hoop servindo como primeiro-ministro até 1945. Em 1938, o FBP se juntou com a União Patriótica para formar um governo de coalizão. Os dois partidos governaram em coalizão até as eleições de 1997, após as quais a União Patriótica formou um governo. O FBP venceu as eleições de 2001 e seu líder, Otmar Hasler, tornou-se primeiro-ministro. Após as eleições de 2005, a coalizão foi renovada, com Hasler permanecendo como primeiro-ministro. Klaus Tschütscher da União Patriótica ocupou o cargo entre 2009 e 2013, após o qual o líder do FBP, Adrian Hasler, tornou-se primeiro-ministro.
Nas eleições estaduais de 2017, o FBP perdeu 4,8% dos votos e conquistou apenas nove dos 25 assentos. No entanto, manteve-se como o partido mais votado no parlamento estadual, já que a União Patriótica havia conquistado pouco e ainda tinha oito deputados.
Nas eleições estaduais de 2021, Adrian Hasler e o vereador Mauro Pedrazzini (também membro do FBP) decidiram não se candidatar novamente após oito anos. Com Sabine Monauni, o FBP indicou pela primeira vez uma mulher como candidata a primeiro-ministro nas eleições estaduais. O partido nomeou Katrin Eggenberger e Manuel Frick como novos candidatos ao governo.
O FBP conquistou 35,9% dos votos nas eleições estaduais de 2021 e, portanto, dez cadeiras no parlamento estadual. Matematicamente, o FBP foi eleito por cerca de 100 eleitores (0,6%) a mais. A discrepância surgiu do fato de que os eleitores do distrito eleitoral de Oberland, com 15 votos por cédula, tiveram um peso maior no resultado total da votação partidária do que os eleitores do distrito eleitoral de Unterland com dez votos por pessoa. A participação eleitoral manteve-se estável em 78,0%.
Nas eleições de 2025, o ex-presidente do Landtag Ernst Walch foi o candidato do partido a primeiro-ministro. O partido também indicou Sabine Monauni e Daniel Oehry como candidatos ao governo. Na eleição, o FBP conquistou 7 assentos com 27,9% dos votos, o menor índice de sua história.

## Resultados eleitorais

### Eleições parlamentares
| Data             | Líder           | Votos   | %       | Assentos | +/–      | Cl. | Governo  |
| ---------------- | --------------- | ------- | ------- | -------- | -------- | --- | -------- |
| 1918             | Franz Verling   |         |         | 7 / 15   |          | 1.º | Coalizão |
| 1922             | Josef Ospelt    | 4 / 15  | 3       | 2.º      | Oposição |     |          |
| 1926 (janeiro)   | Bernhard Risch  | 6 / 15  | 2       | 2.º      | Oposição |     |          |
| 1926 (abril)     | Ludwig Marxer   | 6 / 15  | Estável | 2.º      | Oposição |     |          |
| 1928             | Josef Hoop      | 11 / 15 | 5       | 1.º      | Coalizão |     |          |
| 1930             | Josef Hoop      | 15 / 15 | 4       | 1.º      | Coalizão |     |          |
| 1932             | Josef Hoop      | 13 / 15 | 2       | 1.º      | Coalizão |     |          |
| 1936             | Josef Hoop      | 11 / 15 | 2       | 1.º      | Coalizão |     |          |
| 1939             | Josef Hoop      | 8 / 15  | 3       | 1.º      | Coalizão |     |          |
| 1945             | Josef Hoop      | 1.553   | 54,72%  | 8 / 15   | Estável  | 1.º | Coalizão |
| 1949             | Alexander Frick | 1.555   | 52,93%  | 8 / 15   | Estável  | 1.º | Coalizão |
| 1953 (fevereiro) | Alexander Frick | 1.458   | 50,54%  | 8 / 15   | Estável  | 1.º | Coalizão |
| 1953 (junho)     | Alexander Frick | 1.568   | 50,43%  | 8 / 15   | Estável  | 1.º | Coalizão |
| 1957             | Alexander Frick | 1.689   | 52,36%  | 8 / 15   | Estável  | 1.º | Coalizão |
| 1958             | Alexander Frick | 1.839   | 54,47%  | 9 / 15   | 1        | 1.º | Coalizão |
| 1962             | Gerard Batliner | 1.599   | 47,18%  | 8 / 15   | 1        | 1.º | Coalizão |
| 1966             | Gerard Batliner | 1.791   | 48,47%  | 8 / 15   | Estável  | 1.º | Coalizão |
| 1970             | Gerard Batliner | 1.978   | 48,83%  | 7 / 15   | 1        | 2.º | Coalizão |
| 1974             | Walter Kieber   | 17.332  | 50,08%  | 8 / 15   | 1        | 1.º | Coalizão |
| 1978             | Walter Kieber   | 18.872  | 50.85%  | 7 / 15   | 1        | 2.º | Coalizão |
| 1982             | Otto Hasler     | 18.273  | 46,53%  | 7 / 15   | Estável  | 2.º | Coalizão |
| 1986             | Otto Hasler     | 39.853  | 42,75%  | 7 / 15   | Estável  | 2.º | Coalizão |
| 1989             | Otto Hasler     | 75.417  | 42,13%  | 12 / 25  | 5        | 2.º | Coalizão |
| 1993 (fevereiro) | Markus Büchel   | 71.209  | 44,19%  | 12 / 25  | Estável  | 2.º | Coalizão |
| 1993 (outubro)   | Markus Büchel   | 65.075  | 41,34%  | 11 / 25  | 1        | 2.º | Coalizão |
| 1997             | Markus Büchel   | 65.914  | 39,20%  | 10 / 25  | 1        | 2.º | Oposição |
| 2001             | Otmar Hasler    | 92.204  | 49,90%  | 13 / 25  | 3        | 1.º | Coalizão |
| 2005             | Otmar Hasler    | 94.545  | 48,74%  | 12 / 25  | 1        | 1.º | Coalizão |
| 2009             | Ernst Walch     | 86.951  | 43,47%  | 11 / 25  | 1        | 2.º | Coalizão |
| 2013             | Adrian Hasler   | 77.644  | 40,00%  | 10 / 25  | 1        | 1.º | Coalizão |
| 2017             | Adrian Hasler   | 68.673  | 35,24%  | 9 / 25   | 1        | 1.º | Coalizão |
| 2021             | Sabine Monauni  | 72.319  | 35,88%  | 10 / 25  | 1        | 2.º | Coalizão |
| 2025             | Ernst Walch     | 56.983  | 27,48%  | 7 / 25   | 3        | 2.º | Coalizão |